# Ninox variegata
Ninox variegata е вид птица от семейство Совови (Strigidae).

## Разпространение
Видът е разпространен в Папуа Нова Гвинея.